# Шёмерих
Шёмерих (нем. Schömerich) — община в Германии, в земле Рейнланд-Пфальц. 
Входит в состав района Трир-Саарбург. Подчиняется управлению Келль ам Зее.  Население составляет 122 человека (на 31 декабря 2010 года). Занимает площадь 2,46 км².